# 加魯鯡鯰
加魯鯡鯰，為輻鰭魚綱鯰形目北非鯰科的其中一種，分布於亞洲印度、巴基斯坦、孟加拉、尼泊爾的淡水、半鹹水域，體長可達60.9公分，棲息在溪流底層水域，屬肉食性，以甲殼類、昆蟲、魚類等為食，可作為食用魚及遊釣魚。

## 擴展閱讀
維基物種上的相關：加魯鯡鯰